# Clotario II
Clotario II (primavera 584 – Parigi, 18 ottobre 629) è stato un re franco della dinastia dei Merovingi: regnò dapprima sulla Neustria (dal 584: suo padre morì quando egli aveva solo pochi mesi) e poi su tutti i Franchi (dal 613).

## Origini
Era il figlio maschio ultimogenito del re dei Franchi Sali della dinastia merovingia Chilperico I e, secondo il vescovo Gregorio di Tours (536 – 597), della sua terza moglie, Fredegonda, di cui non si conoscono gli ascendenti.

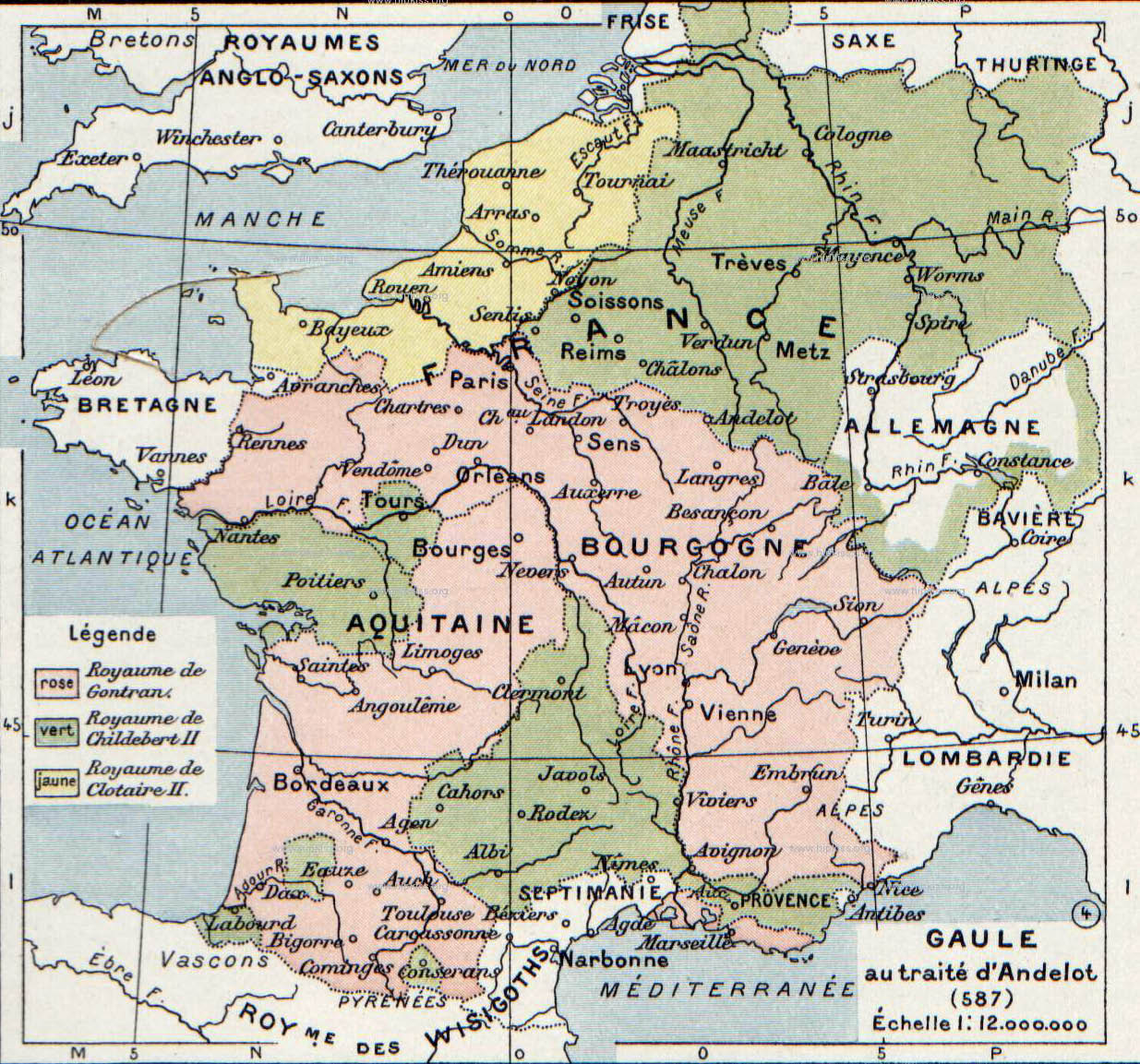
Il regno dei Franchi, nel 587. Nel 613 i regni di Austrasia (colorato in verde) e di Burgundia (colorato in rosa) furono conquistati da Clotario II, che possedeva già il regno di Neustria (colorato in giallo).

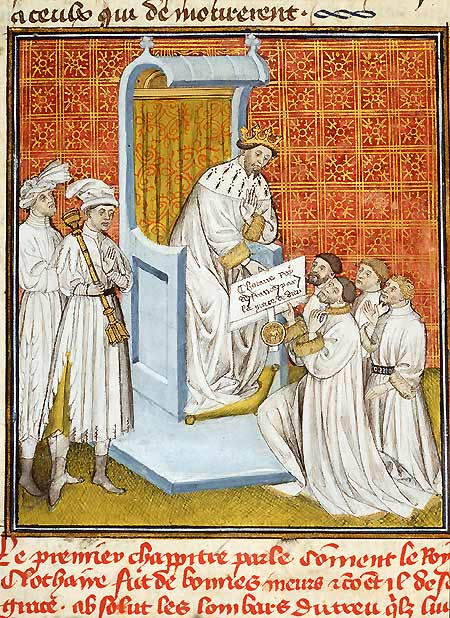
Clotario II in trono

## Biografia
La nascita di Clotario è ricordata nelle cronache di Gregorio di Tours, in cui il padre si preoccupava che il neonato non fosse messo a contatto con il pubblico, per non contrarre malattie e morire.
Clotario succedette al padre quando aveva solo quattro mesi, come ci viene narrato sia da Gregorio di Tours, sia dal cronista del VII secolo Fredegario, il quale afferma che alla morte del padre, avvenuta nello stesso anno della sua nascita, fu fatto battezzare e assieme alla madre Fredegonda fu preso sotto la protezione del re di Burgundia, suo zio Gontrano.

### La reggenza di Fredegonda
Fredegonda, la madre di Clotario esercitò la reggenza fino alla sua morte (597) portando avanti una politica di antagonismo contro la reggente del regno di Austrasia, l'odiata cognata Brunechilde e poi contro il figlio di Brunechilde Childeberto II, che poco a poco avevano riconquistato tutti i territori persi alla morte di Sigeberto I (marito di Brunechilde e padre di Childeberto).
Alla morte di Gontrano, nel 592, il regno di Burgundia e la regione di Orléans passarono a Childeberto II, senza incontrare alcuna opposizione, e così i regni di Austrasia e Borgogna vennero unificati sotto la corona di Childeberto II.
Dopo la morte di Childeberto II, nel 595, Brunechilde divenne reggente per i regni di Borgogna e di Austrasia in nome dei nipoti, rispettivamente Teodorico II di nove anni e Teodeberto II di dieci.
Fredegonda e Clotario II, nel 596, occuparono Parigi, poi marciarono contro Teodorico II e Teodeberto II, su cui riportarono una chiara vittoria nello scontro, avvenuto nel bosco di Leucofao (vicino al paese di Dizy-le-Gros).

### Re di Neustria
Morta la madre, nel 597, a soli tredici anni, Clotario II assunse i suoi poteri e continuò la guerra, ma fu facilmente vinto presso Dormelles (600) dalle truppe di Teodeberto e Teodorico.
Teodorico, sotto la spinta della nonna, nel 604 sbaragliò presso Étampes le truppe di Clotario, liberò Orléans assediata e occupò Parigi, ma non riuscì a eliminare Clotario, al cui aiuto era giunto Teodeberto II; si stipulò l'onerosa pace di Compiègne, che Clotario fu costretto ad accettare. Ma il sacrificio territoriale gli permise di salvare l'esercito e fare rientro in patria.
Dopo che una rivolta degli aristocratici e del clero di Austrasia, nel 599, avevano costretto Brunechilde a rifugiarsi nella Borgogna del nipote Teodorico, lasciando Teodeberto libero di fare una politica indipendente, cosicché, dal 605, mosse guerra alla Borgogna avendo un buon rapporto con Clotario II.
Nel 610 Teodeberto attaccò Teodorico e, dopo averlo battuto, gli tolse diversi territori.
L'anno dopo Teodorico fece un patto con Clotario II, affinché non intervenisse nella guerra tra lui e suo fratello Teodeberto.
Lo scontro fratricida si concluse, nel 612, quando Teodorico II sconfisse e uccise Teodeberto II, riunendo i regni di Burgundia e di Austrasia.
Ma l'anno seguente, mentre si accingeva a riprendere la lotta contro Clotario II, Teodorico II morì di dissenteria nel suo palazzo di Metz, lasciando il regno al figlio maggiore Sigeberto II di circa undici anni, che si accingeva a governare sotto la reggenza della bisavola, Brunechilde ma che venne tradito dai nobili e dal clero austrasiani, guidati da Pipino di Landen e da Arnolfo di Metz; infatti i nobili e il clero Austrasiani si erano ribellati a Brunechilde, che era una forte sostenitrice dell'autorità statale, e non aveva intenzione di concedere potere ai dignitari. Clotario II invece si era impegnato a riconoscere grandi privilegi all'aristocrazia, l'ereditarietà di cariche come quella di maggiordomo di palazzo, l'esenzione dalle tasse per il clero e il diritto al papa di eleggere i vescovi: fu così che i due maggiori dignitari della corte austrasiana, il beato Pipino di Landen e Arnolfo di Metz, congiurarono contro Sigeberto II e Brunechilde facilitando l'entrata nel regno di Austrasia a Clotario II di Neustria.
Sigeberto II era affiancato alla guida dell'esercito burgundo dal maggiordomo di palazzo Warnacario, che, temendo per la propria vita, cospirò con i maggiorenti Burgundi per consegnare a Clotario Brunechilde, Sigeberto e i suoi fratellastri.
Sigeberto II e Brunechilde tentarono di resistere e ordinarono agli eserciti di Austrasia e di Burgundia di avanzare. Lo scontro con le truppe di Clotario II avvenne sul fiume Aisne, ma per il comportamento degli austrasiani che non combatterono e, per il tradimento di Warnacario e la diserzione di molti ufficiali, anche i Burgundi si ritirarono, Sigeberto, sconfitto, con pochi fedeli sostenitori tentò la fuga verso il fiume Aire, ma venne catturato, con i fratellastri Corbus e Meroveo, mentre il secondogenito Childeberto riuscì a sottrassi alla cattura. Sigeberto II, di circa undici anni, fu immediatamente ucciso assieme a Corbus, di circa nove anni, mentre Meroveo fu graziato. La bisnonna di Sigeberto II, la reggente Brunechilde, aveva tentato di raggiungere Orbe, ma venne catturata sul lago di Neuchâtel. Secondo Fredegario, dopo tre giorni di torture, Brunechilde venne legata alla coda di un cavallo per i capelli, per un braccio e per un piede. Il cavallo fu fatto correre finché Brunechilde, ripetutamente colpita dagli zoccoli dei cavalli, morì.
Clotario II divenne re di tutti i Franchi, infatti, alla corona di Neustria, poté unire quelle di Austrasia e Borgogna.

### Re di tutti i Franchi
Rimasto l'unico re dei Franchi, il 18 ottobre 614, mantenne l'impegno preso con la nobiltà e con l'Editto di Parigi (o Edictum Clotarii), confermò le grandi concessioni ai nobili e al clero, garantì l'autonomia dei tre regni e sancì che ognuno di questi sarebbe stato retto da un maggiordomo, la cui carica venne resa ereditaria. Concesse che il clero e i vescovi venissero eletti dal popolo, in un congresso, presieduto dal metropolita, scegliendo il candidato ritenuto migliore; il re non aveva più il diritto di imporre il suo candidato, ma accettare quello eletto dal popolo e consacrarlo oppure chiedere che si procedesse alla scelta di un secondo candidato, concesse inoltre che il clero e i vescovi godessero del privilegio di potere essere giudicati solo da altri ecclesiastici e infine concesse a tutte le chiese del regno il diritto di asilo, cioè qualsiasi malfattore, che entrava in una chiesa, non poteva più essere arrestato dai soldati e dalle guardie del re.
Clotario II aveva finito di smantellare quanto rimaneva della concezione romana dello Stato, che quindi più fortemente assunse il carattere patrimoniale tipico della cultura barbarica, in cui le cariche e il territorio erano considerate proprietà private. Pipino di Landen e Arnolfo di Metz assunsero il controllo della corte (i loro figli, Begga e Ansegiso, si sposarono e generarono Pipino di Herstal, bisnonno di Carlo Magno). Il regno divenne un insieme di potentati civili ed ecclesiastici.
Nel 622, su pressione dei potentati austrasiani, Clotario II proclamò re di Austrasia suo figlio Dagoberto, che era stato educato ed era ancora sotto la tutela di Arnolfo di Metz e Pipino di Landen. Nello stesso anno uccise personalmente Bertoaldo di Sassonia.
Clotario II morì a ottobre del 629, dopo quarantacinque anni di regno (il più lungo di tutta l'età merovingia) e fu sepolto nella chiesa dell'abbazia di San Vincenzo (oggi Saint-Germain-des-Prés), presso Parigi. Gli subentrarono i due figli, Dagoberto e Cariberto,
Il re dei Franchi, con Clotario II, perse molto del suo potere, che passò alla nobiltà (soprattutto al maggiordomo di palazzo) e all'alto clero: i suoi successori vennero detti i re fannulloni.

## Matrimoni e discendenza
- Clotario sposò in prime nozze Adaltrude (citata nel Liber Historiae Francorum), dalla quale ebbe due figli:
  - Meroveo (? - † 604), che fu inviato dal padre assieme al suo maggiordomo di palazzo, Landerico contro il maggiordomo di palazzo di Burgundia Bertoaldo, in una zona tra la Loira e la Senna[20] e fu catturato dal nemico durante la battaglia che ne seguì nel 604[20]. Di lui non si ebbero più notizie.
  - Emma, andata sposa, come seconda moglie, dopo il 618 al re del Kent, Eadbald († 640).
- Clotario sposò in seconde nozze Bertrude (? - † 618 o 619[21]) e da lei ebbe forse tre figli:
  - Dagoberto (circa 606 - † 639), prima re dei Franchi di Austrasia e poi re di tutti i Franchi
  - un figlio morto infante verso il 617[22],
  - Berta, andata sposa al Maestro di palazzo di Burgundia, Warnacherio († 626)[23].
- Clotario infine, nel 618, in terze nozze sposò Sichilde (sorella di Gomatrude, che sposerà Dagoberto I), che viene citata da Fredegario per un suo supposto tradimento con un certo Boso che Clotario fece sopprimere[24]. Da Sichilde Clotario II ebbe un figlio:
  - Cariberto († 632), re di Aquitania.

## Ascendenza
|              |   |          | Genitori                   |  |  | Nonni |  |  | Bisnonni   |  |  | Trisnonni    |  |
|              |   |          |                            |  |  |       |  |  | Clodoveo I |  |  | Childerico I |  |
|              |   |          |                            |  |  |       |  |  | Clodoveo I |  |  | Childerico I |  |
|              |   | Basina   |                            |  |  |       |  |  | Clodoveo I |  |  |              |  |
| Clotario I   |   |          |                            |  |  |       |  |  | Clodoveo I |  |  |              |  |
|              |   | Clotilde | Chilperico II dei Burgundi |  |  |       |  |  |            |  |  |              |  |
|              |   | Clotilde | Chilperico II dei Burgundi |  |  |       |  |  |            |  |  |              |  |
|              |   | Clotilde | …                          |  |  |       |  |  |            |  |  |              |  |
| Chilperico I |   | Clotilde |                            |  |  |       |  |  |            |  |  |              |  |
|              |   | …        | …                          |  |  |       |  |  |            |  |  |              |  |
|              |   | …        | …                          |  |  |       |  |  |            |  |  |              |  |
|              |   | …        | …                          |  |  |       |  |  |            |  |  |              |  |
| Aregonda     |   | …        |                            |  |  |       |  |  |            |  |  |              |  |
|              |   | …        | …                          |  |  |       |  |  |            |  |  |              |  |
|              |   | …        | …                          |  |  |       |  |  |            |  |  |              |  |
|              |   | …        | …                          |  |  |       |  |  |            |  |  |              |  |
| Clotario II  |   | …        |                            |  |  |       |  |  |            |  |  |              |  |
|              | … | …        |                            |  |  |       |  |  |            |  |  |              |  |
|              | … | …        |                            |  |  |       |  |  |            |  |  |              |  |
|              | … | …        |                            |  |  |       |  |  |            |  |  |              |  |
| …            | … |          |                            |  |  |       |  |  |            |  |  |              |  |
|              |   | …        | …                          |  |  |       |  |  |            |  |  |              |  |
|              |   | …        | …                          |  |  |       |  |  |            |  |  |              |  |
|              |   | …        | …                          |  |  |       |  |  |            |  |  |              |  |
| Fredegonda   |   | …        |                            |  |  |       |  |  |            |  |  |              |  |
|              |   | …        | …                          |  |  |       |  |  |            |  |  |              |  |
|              |   | …        | …                          |  |  |       |  |  |            |  |  |              |  |
|              |   | …        | …                          |  |  |       |  |  |            |  |  |              |  |
| …            |   | …        |                            |  |  |       |  |  |            |  |  |              |  |
|              |   | …        | …                          |  |  |       |  |  |            |  |  |              |  |
|              |   | …        | …                          |  |  |       |  |  |            |  |  |              |  |
|              |   | …        | …                          |  |  |       |  |  |            |  |  |              |  |
|              |   | …        |                            |  |  |       |  |  |            |  |  |              |  |

### Fonti primarie
- (LA)  Gregorio di Tours, Historia Francorum Testo disponibile su Wikisource.
- (LA)  Fredegario, FREDEGARII SCHOLASTICI CHRONICUM CUM SUIS CONTINUATORIBUS, SIVE APPENDIX AD SANCTI GREGORII EPISCOPI TURONENSIS HISTORIAM FRANCORUM.

### Letteratura storiografica
- Christian Pfister, La Gallia sotto i Franchi merovingi. Vicende storiche, in Storia del mondo medievale - Vol. I, Cambridge, Cambridge University Press, 1978,  pp. 688-711.
- Christian Pfister, La Gallia sotto i Franchi merovingi, istituzioni, in Storia del mondo medievale - Vol. I, Cambridge, Cambridge University Press, 1978,  pp. 712-742.